# Klaviersonate Nr. 17 (Mozart)

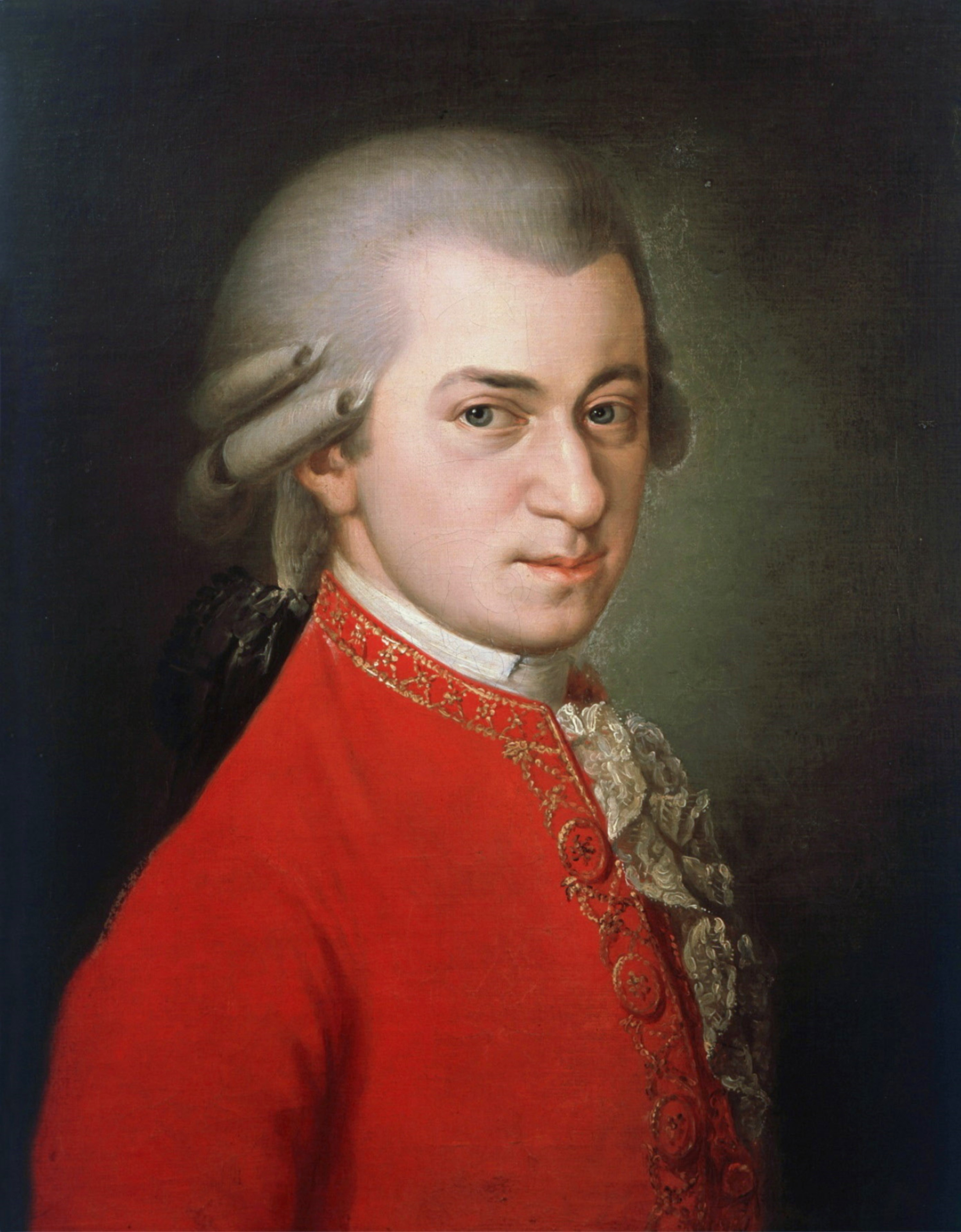
Wolfgang Amadeus Mozart (posthumes Porträt von Barbara Krafft)

Die Sonate No. 17 in B-Dur KV 570 ist eine Klaviersonate von Wolfgang Amadeus Mozart in drei Sätzen. Sie gehört zu Mozarts späten Sonaten und entstand 1789. Sie ist vermutlich eine Auftragskomposition, nachdem Mozart im Mai des Jahres 1789 den Auftrag vom Preußischen Hof erhalten hatte, sechs einfache Sonaten zu schreiben.
Zu dieser Sonate existiert eine hinzugefügte Violinstimme unsicherer Herkunft, welche im Jahr 1800 veröffentlicht wurde. Der Klavierteil ist in beiden Fassungen gleich.
Die durchschnittliche Aufführungsdauer der Klaviersonate beträgt ungefähr 18 Minuten.

## Sätze

### 1. Satz: Allegro
Der Kopfsatz dieses lyrischen Stückes weist stilistisch zwei markante Ähnlichkeiten zum ersten Satz der Klaviersonate Nr. 12 auf: Der Themenkopf hat eine ähnliche Motivik und moduliert in der Durchführung nach Des-Dur. Die Spannung wird durch das zweite Thema gesteigert, zu dem das erste Thema im Bass mit G-Dur reagiert. Anschließend erscheint die Reprise durch eine Rückmodulation.
Die kunstvolle Vertauschung der Stimmen im ersten Satz, die Parallelen zu seiner späteren Papageno-Arie aus der Zauberflöte aufweisen, erinnern wie so oft in Mozarts Sonaten an seinen Zeitgenossen Joseph Haydn.

### 2. Satz: Adagio
Die Abschnitte des zweiten Satzes, einem Adagio in Es-Dur, drückt durch die Imitation eines Hornklanges eine meditative Abschiedsstimmung aus. Der Satz ist wie ein Rondo aufgebaut und die c-moll-Stelle im Mittelteil, besonders Takt 14, steht in einem engen Zusammenhang mit Mozarts 24. Klavierkonzert KV 491.

### 3. Satz: Allegretto
Der dritte Satz ist ein Rondo in der Ursprungstonart B-Dur im Tempo allegretto mit der unregelmäßigen Form A–B–C–A. Das Ritornell zwischen B und C fehlt hier. Im Abschnitt C nehmen die Tonrepetitionen Teile des Fugatos aus der Ouvertüre zur Zauberflöte vorweg.